# ロバート・スミゲル
ロバート・スミゲル（Robert Smigel, 1960年2月7日 - ）は、アメリカ合衆国の俳優、コメディアン、脚本家。NBCの『サタデー・ナイト・ライブ』での連作短編アニメーションのパロディ作品「テレビファンドハウス」で知られている。
ニューヨーク市出身。ニューヨーク大学政治学科卒業。1985年から『サタデー・ナイト・ライブ』のライターとなる。

## 出演他
- 俺は飛ばし屋／プロゴルファー・ギル (1996)<未>	出演
- マペットのメリー・クリスマス (2002)<TV>	ゲスト出演
- ロボットチキン／スター・ウォーズ　エピソード 1 (2007)<TV>　Anime	声の出演
- エージェント・ゾーハン (2008)<未>	出演/脚本/製作総指揮
- ジャックとジル (2011)	製作総指揮
- ラリーのミッドライフ★クライシス　（シーズン８） (2011)<TV>	ゲスト出演
- モンスター・ホテル (2012)　Anime	製作総指揮/脚本
- 40歳からの家族ケーカク (2012)<未>	出演
- モンスター・ホテル2 (2015)　Anime	製作総指揮/脚本[1]
- ウィーク・オブ・ウェディング (2018)
- マリッジ・ストーリー (2019)
- キング・オブ・スタテンアイランド (2020)[2]
- Aqua Teen Forever: Plantasm (2022)[3]
- レオ (2023)　Anime　監督/脚本[4]